# David Octavius Hill

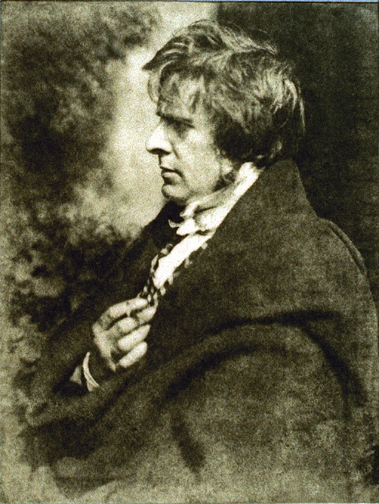
David Octavius Hill

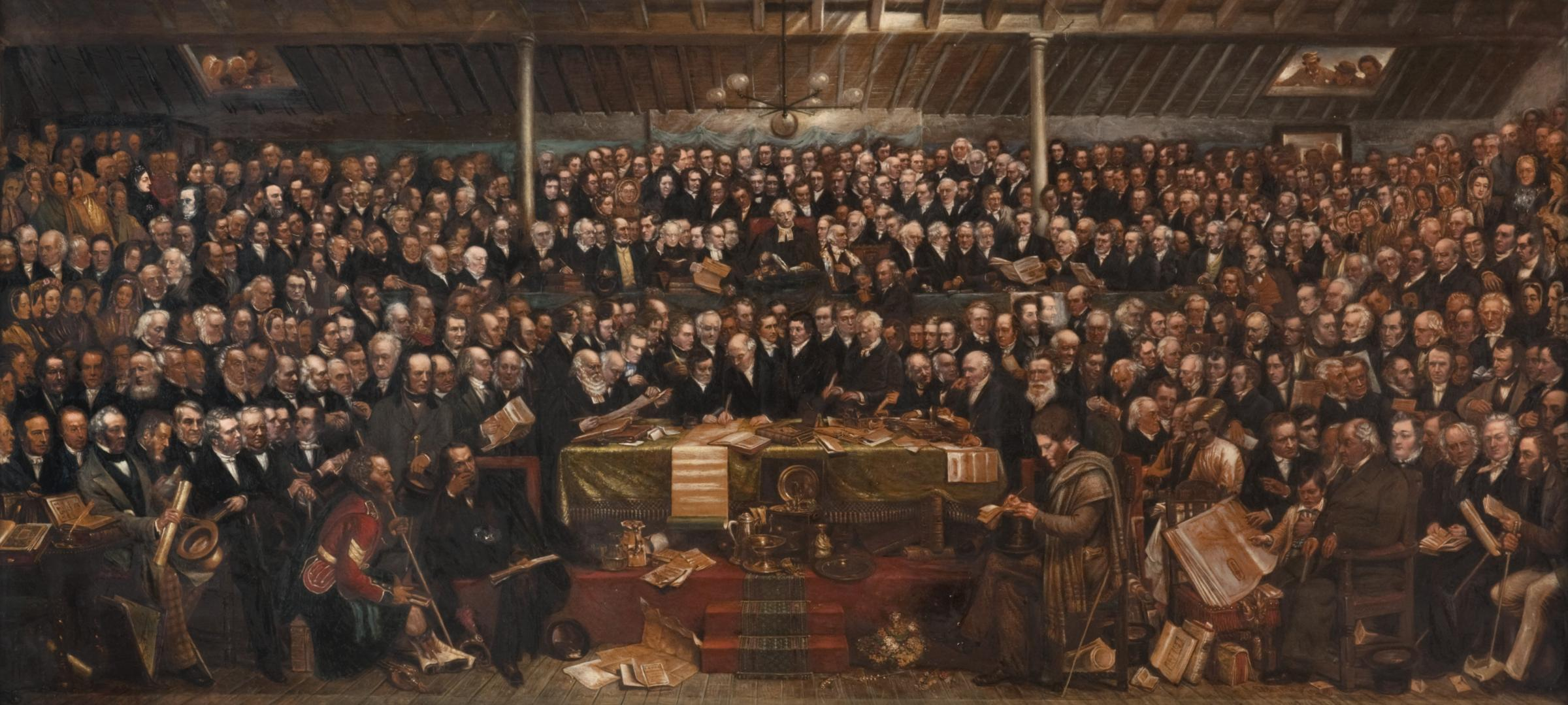
David Octavius Hill: Malba zakladatelů skotské volné církve, 1843

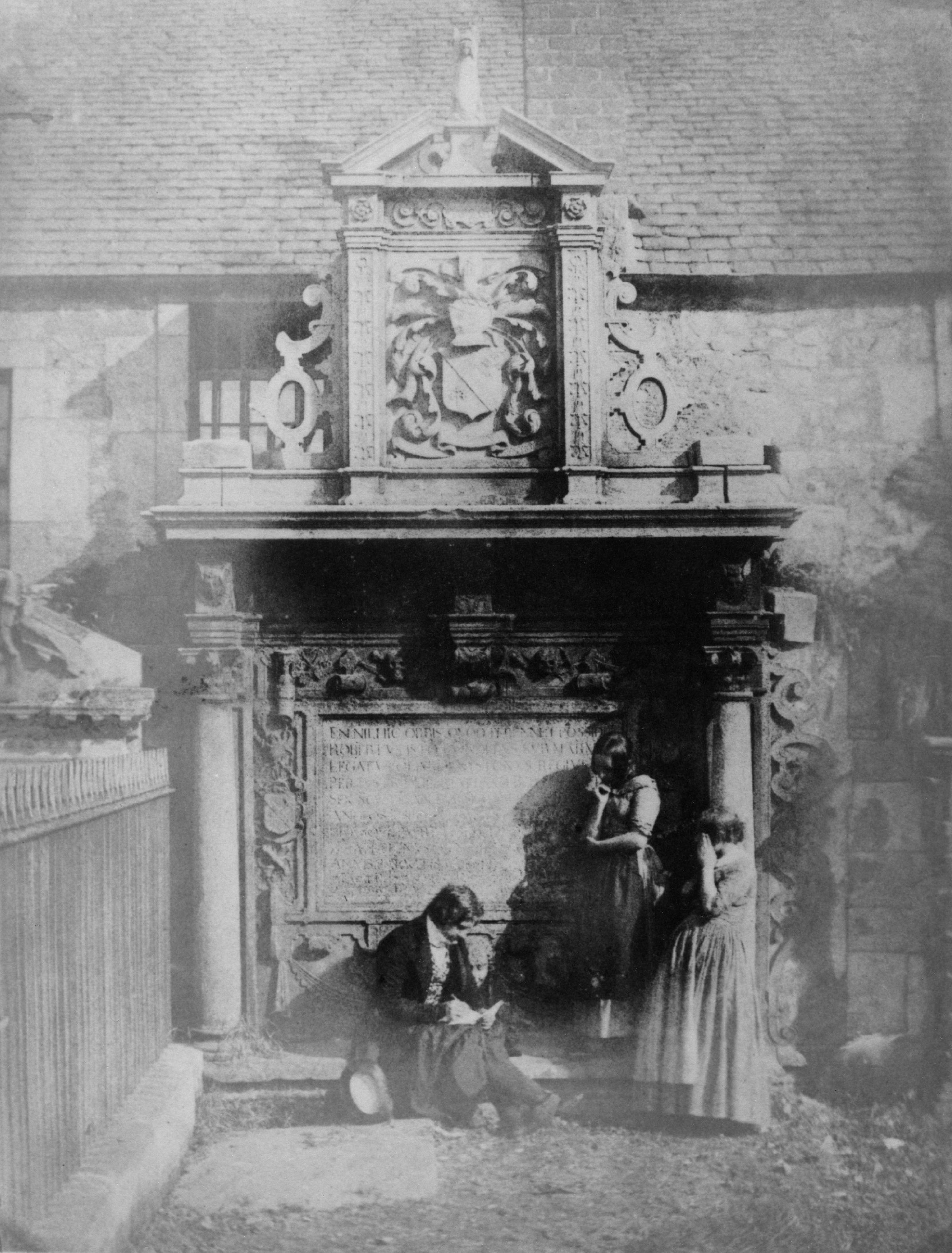
Greyfriars Churchyard, Edinburgh, D. O. Hill při skicování v Greyfriars Kirkyard, 1848

David Octavius Hill (1802 Perth, Skotsko – 17. května 1870 Edinburgh) byl skotský malíř, litografik a fotograf. Společně se svým partnerem Robertem Adamsonem patří k průkopníkům fotografie.

## Život a dílo
Dne 18. května 1843 v Edinburghu podepsala prohlášení o nezávislosti církev Nonkonformistická skotská církev (1843–1900). Přítomen na této akci se David Octavius Hill rozhodl tuto událost navždy připomenout, a chtěl namalovat skupinový portrét všech 474 duchovních, kteří prohlášení podepsali. Brewster, který věřil, že realizace stovek charakteristických skic je obtížný úkol, navrhl Hillovi spolupráci s Robertem Adamsonem. Obraz měl být založen na fotografiích jednotlivců. Adamson a Hill pracovali v ateliéru, nebo venkovním prostředí s pozadím několika modelů nábytku. Hill organizoval umělecký projekt, fotografoval a Adamson pracoval s obsluhou kamery a vyvolával fotografie. Hill s Adamsonem úkol dokončili na konci roku 1843. Jejich portréty se vyznačují zachovaným dojmem přirozenosti. Akvarelista John Harden přirovnává tento obraz k dílům Rembrandta.
Hill a Adamson vytvořili dobré duo. Prostřednictvím svých Hillových známých Adamson fotografoval ve svém ateliéru zástupce vysokých společnosti Edinburghu. V roce 1844 chtěli vydat několik publikací se svými fotografiemi: The Fishermen and Women of the Firth of Forth, Highland Character and Costume, Architectural Structures of Edinburgh, Architectural Structures of Glasgow, & c., Old Castles, Abbeys,& c. in Scotland i Portraits of Distinguished Scotchmen. I když nakonec tyto tituly nebyly nikdy zveřejněny. V letech 1843–1845 udělali asi 130 fotografií rybářů Newhavenu, které jsou považovány za jedny z jejich vrcholných děl. Jedná se také o jedno z prvních využití fotografie dokumentace společensko-sociálního prostředí.
Společně vytvořili více než 1000 portrétů a celou řadu pohledů na Edinburgh mezi lety 1843 a 1848, až do Adamsonovy brzké smrti ve 26. letech. Potom už Hill nebyl tak plodný a upadl do zapomnění.
V 90. letech devatenáctého století fotograf James Craig Annan (syn Thomase Annana) vytiskl několik Hillových a Adamsonových fotografií hlubotiskem, které pak prošly posouzením různých umělců. Pozitivně o nich hovořil například James Whistler. V roce 1905 a 1912 se o nich zmínil Alfred Stieglitz ve svém časopise Camera Work. K další popularizaci úspěchů Hilla a Adamsona přispěl v monografii Heinrich Schwarz, kterou publikoval v roce 1931.
Jeho fotografie jsou také součástí sbírky Fotografis, která byla představena na začátku roku 2009 v Praze.

## Dílo D. O. Hilla
- The First General Assembly of the Free Church of Scotland
- Sketches of Scenery in Pertshire, 1821
- One Hundred Calotype Sketches, Edinburgh, 1848
- The Land Of Burns: A Series Of Landscapes And Portraits, 2 svazky, Edinburg, 1840

## Galerie

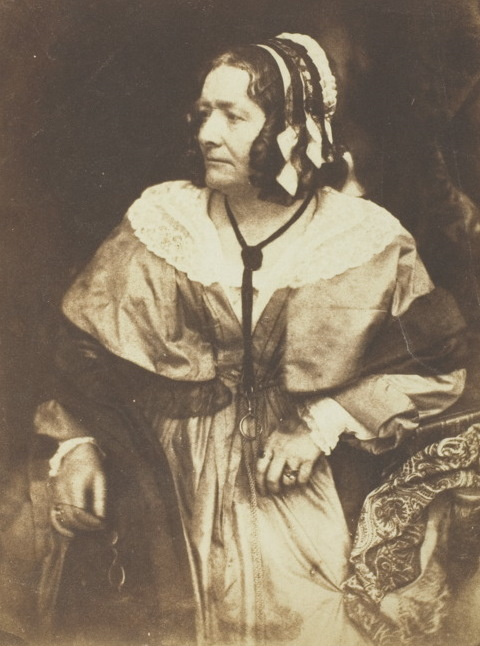
Anna Brownell Jameson, 1844
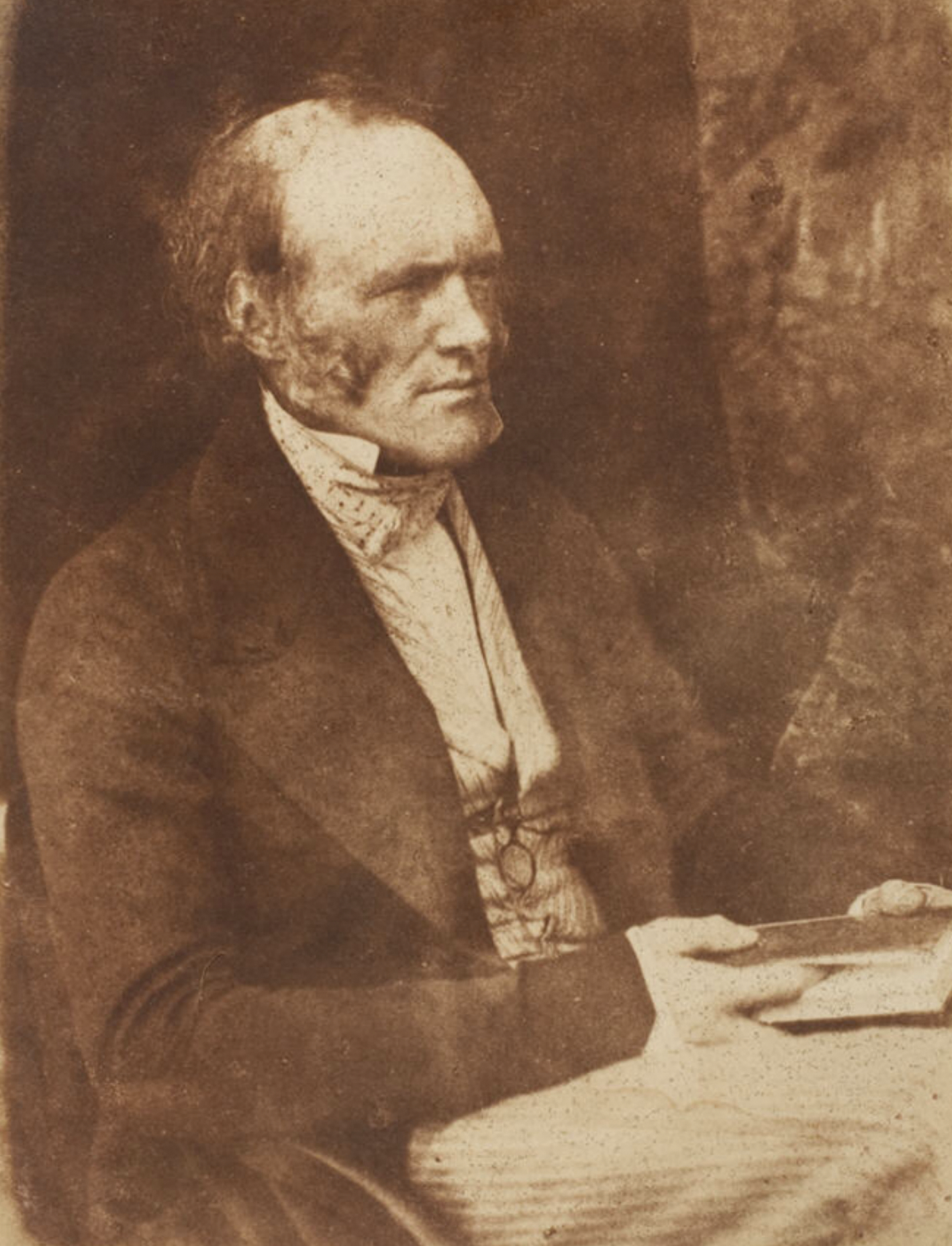
Charles Lyell, asi 1843–1847
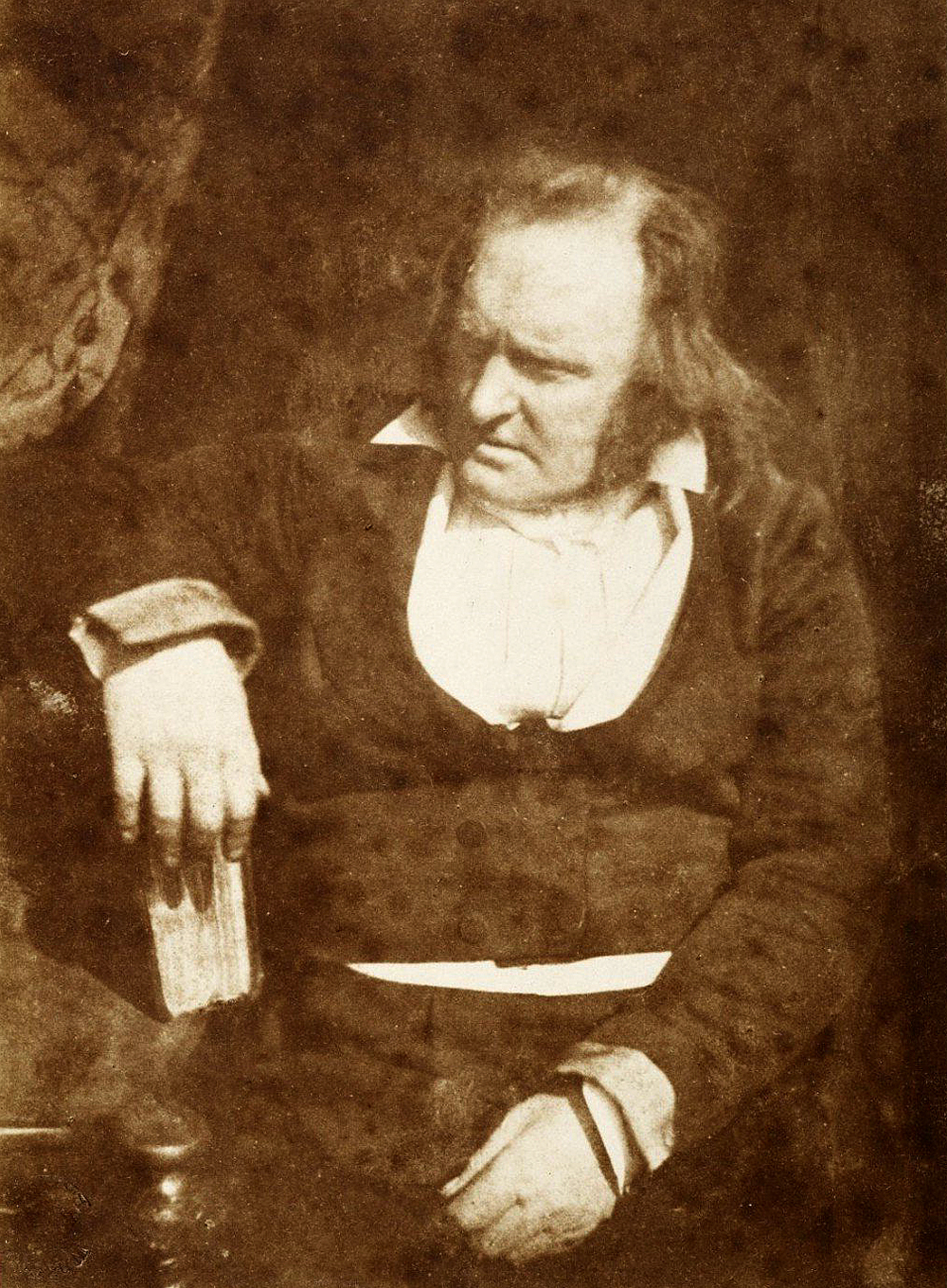
D. O. Hill a Robert Adamson: Christopher North (Professor Wilson)
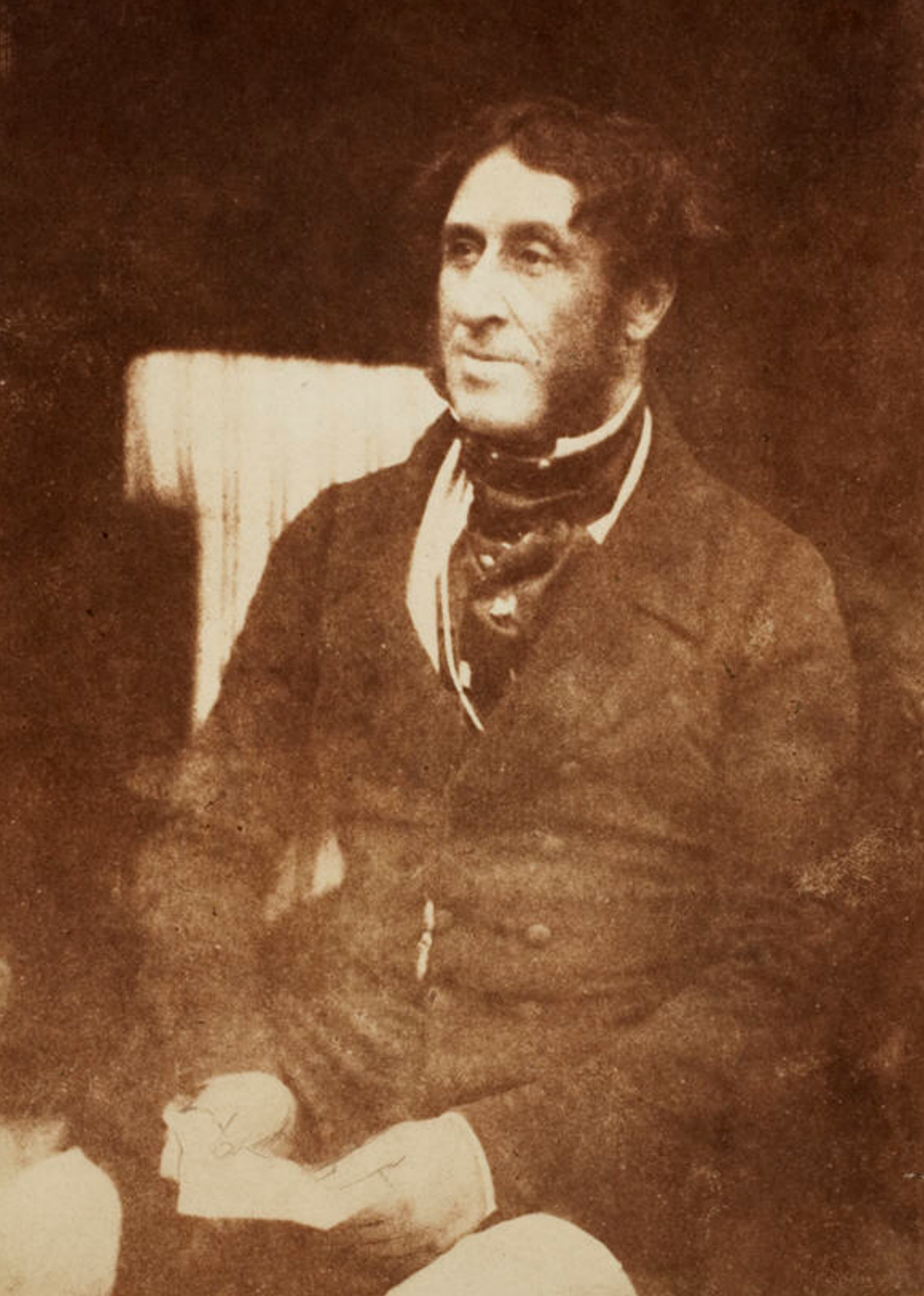
John Boileau (1843–1847)
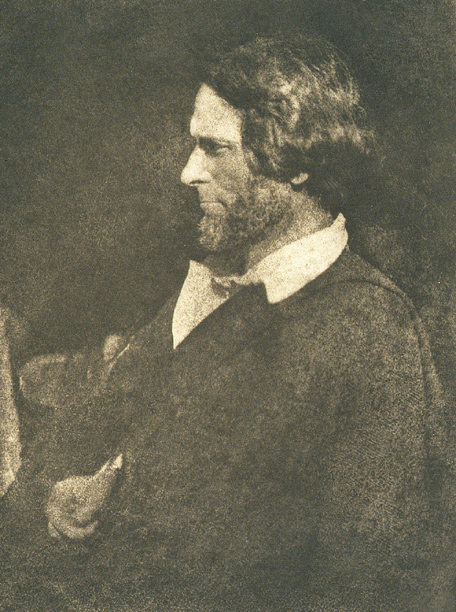
John Gibson
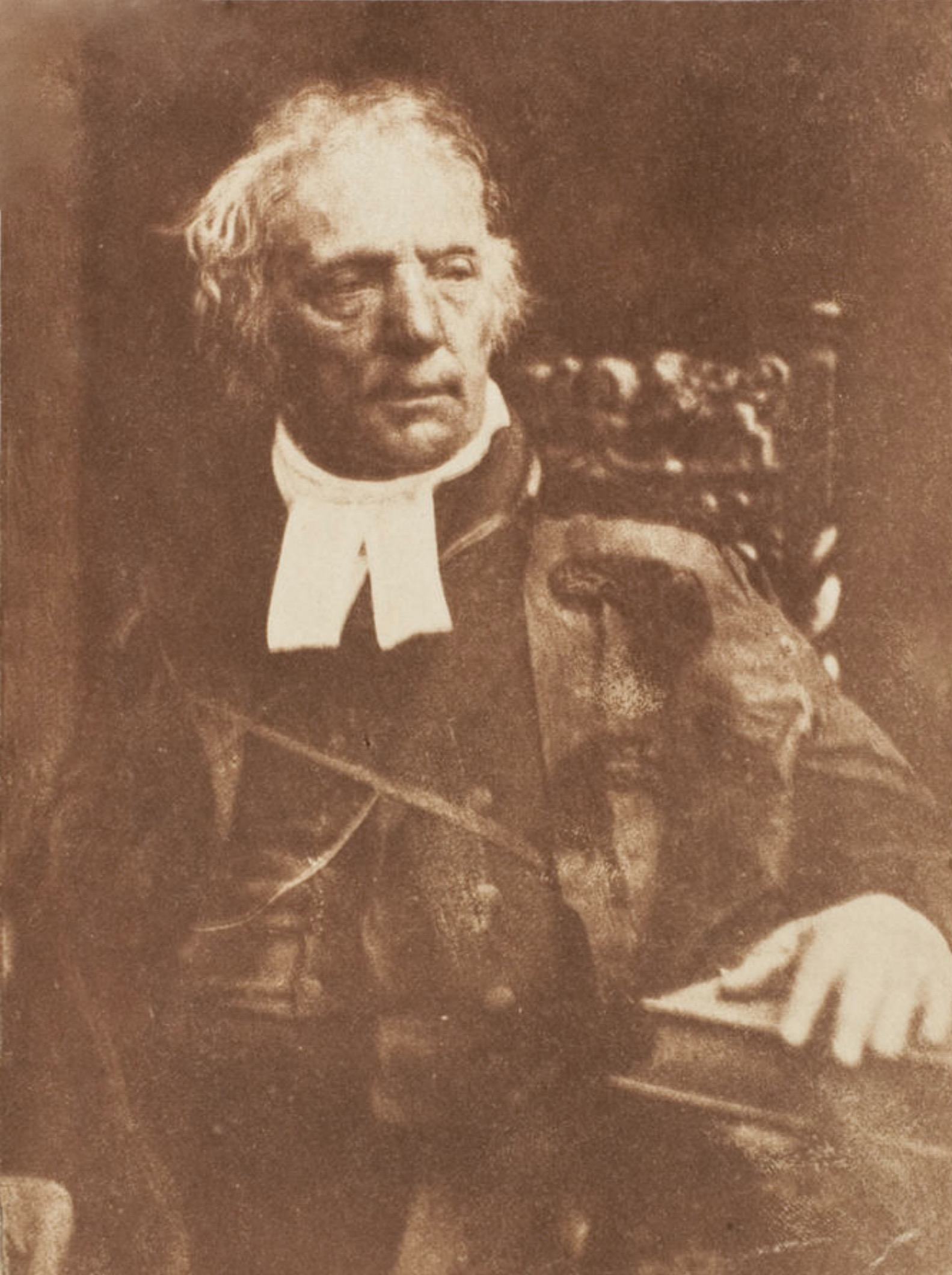
Thomas Chalmers, asi 1843–47
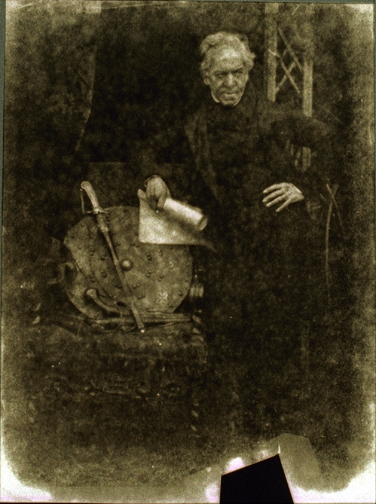
William Allan
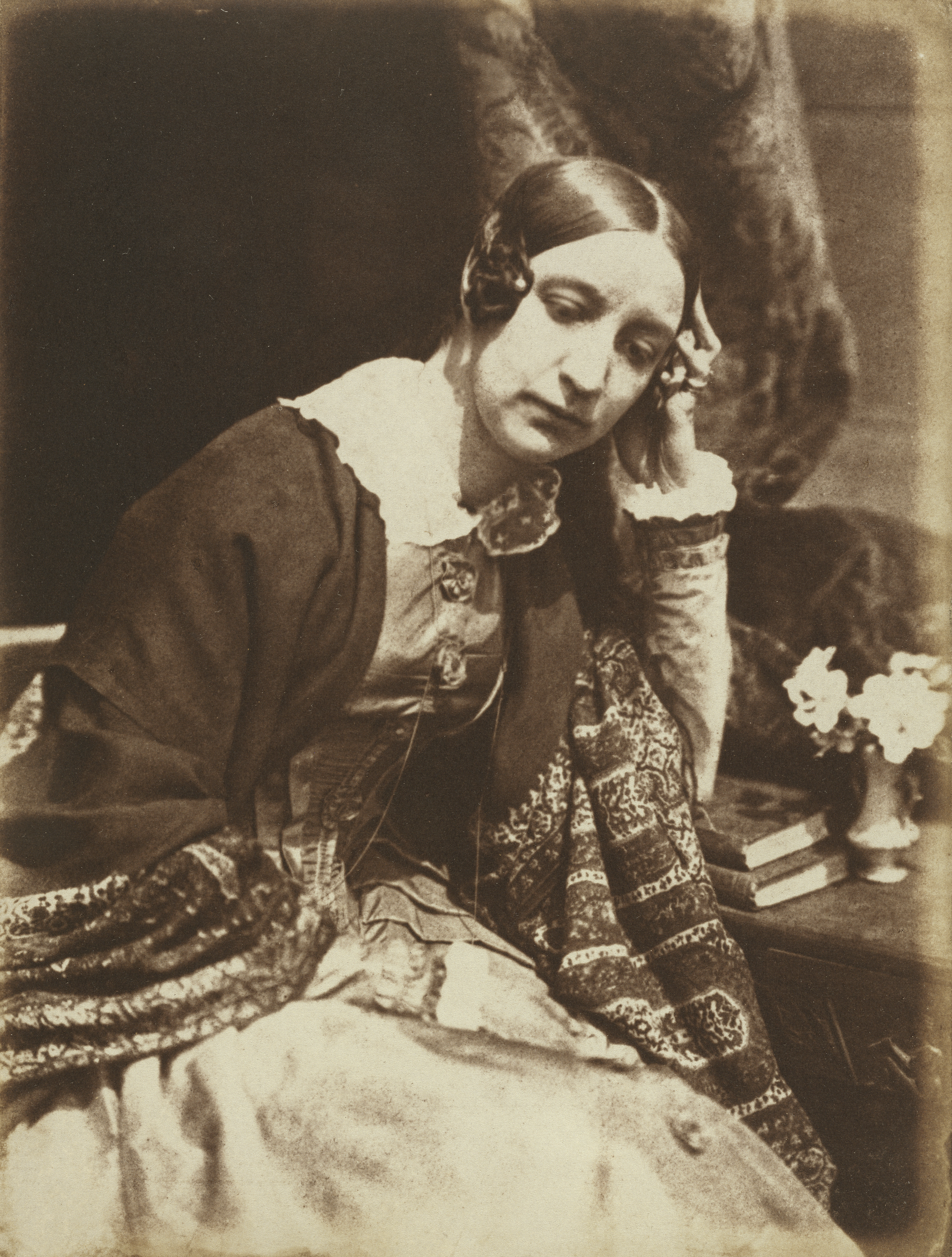
Elizabeth Eastlake, asi 1847
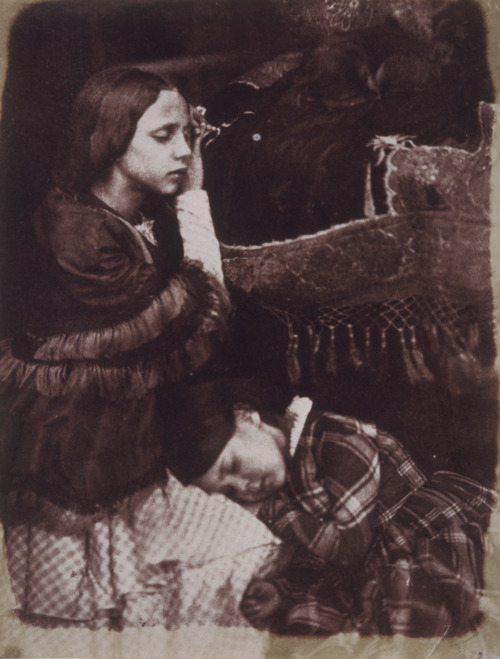
Sophia Finlay a Harriet
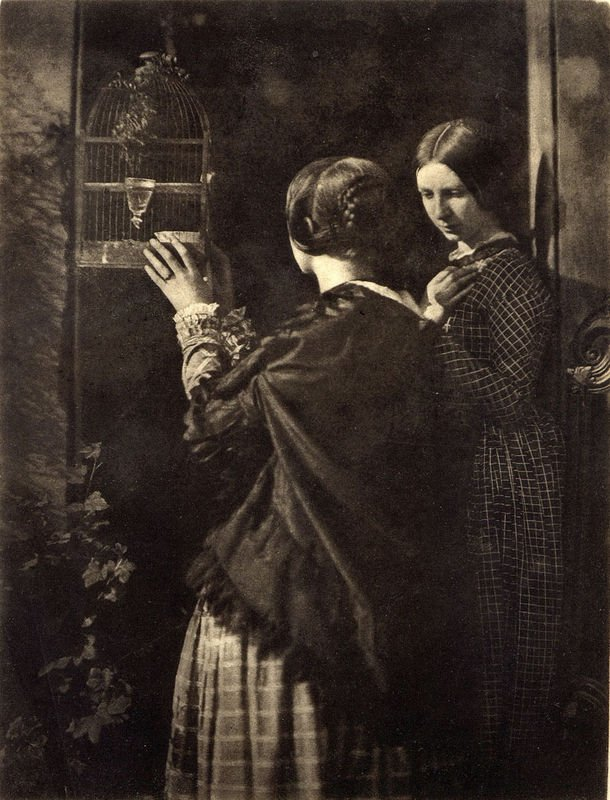
Bird Cage
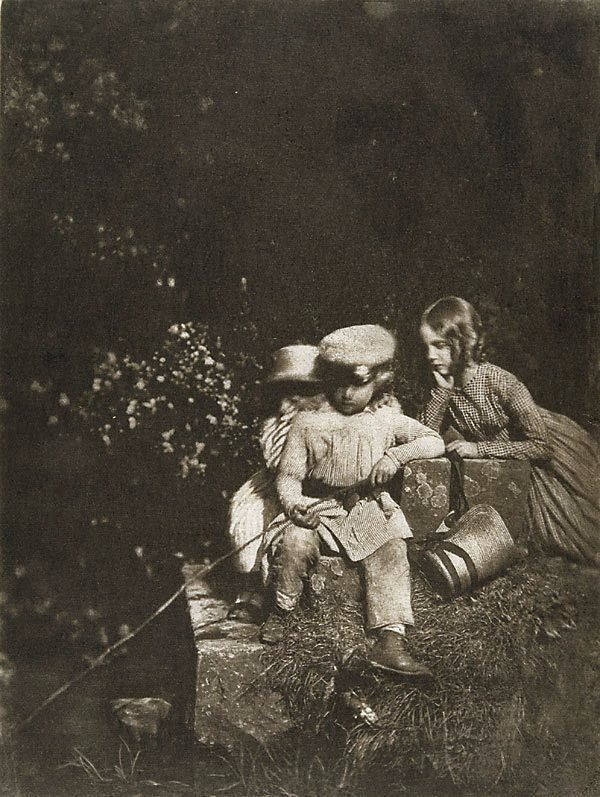
The Minnow Pool
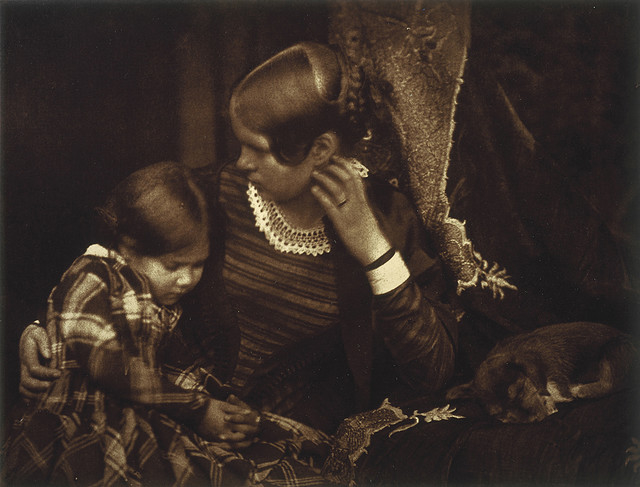
Harriet Farnie a Miss Farnie se spící panenkou
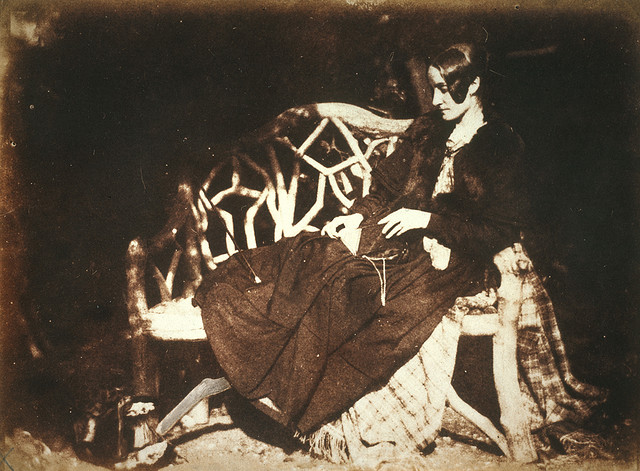
Anne Chalmers Hanna
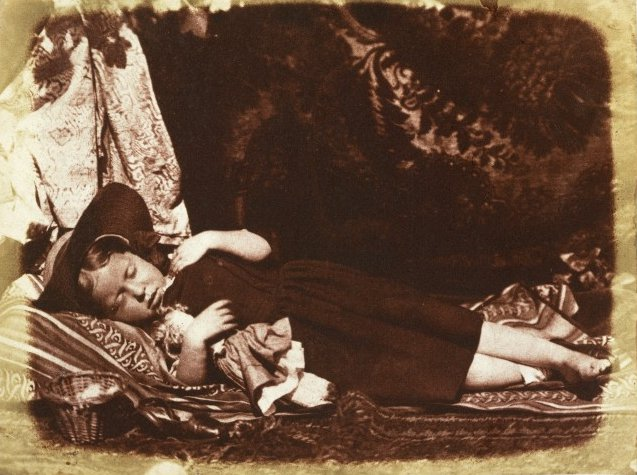
The Bedfellows
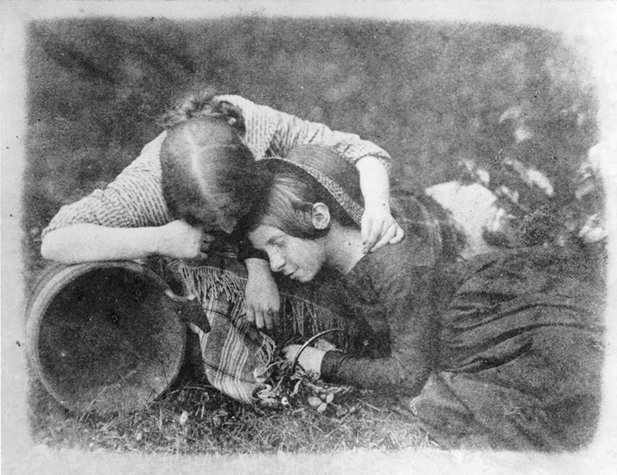
The Gowan: Margaret a Mary McCandlish
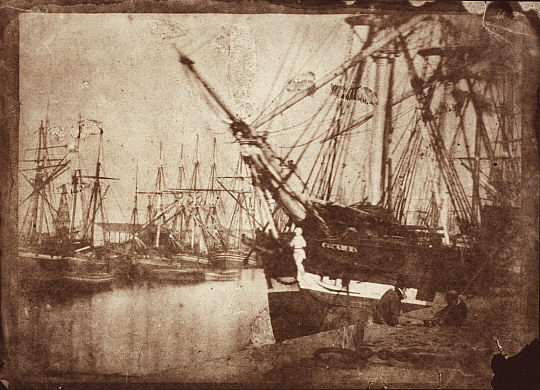
Přístav s kotvící lodí 'Cockburn'